# ハンプトンコートステークス
ハンプトンコートステークス（英: Hampton Court Stakess）とはイギリスの競馬の競走である。ロイヤルアスコット開催で行われる競走の一つで、3歳馬による1マイル1ハロン212ヤード（約2004メートル）戦である。2014年の格付けはG3。

## 概要
ハンプトンコートステークスはロイヤルアスコット開催の3日目に行われる競走である。2011年からG3に格付けされているが、G1・G2の優勝馬は出走できない。
かつてはリステッドレースであり、さらにその前は「ニューステークス」という名称だった。1999年のリステッドレース化以前は「ミルカーズコンディションステークス」（「コンディション」は「条件戦」を表す）、「チャーチルステークス」の名称で行われる条件戦だった。

## 名称と条件の変遷
この競走は、1990年代から頻繁に名称が変わっている。

### チャーチルステークス（-1995）
当初はチャーチルステークス（英: Churchill Stakes）という競走で、格付け外の条件戦だった。
ロイヤルアスコット開催は4日間の日程で行われており、そのうち土曜日は「アスコットヒース開催日」と呼ばれてきた。チャーチルステークスはこの土曜日に行われる競走だった。後に開催最終日の施行に変更になり、距離は1マイル4ハロンになった。

### ミルカーズコンディションステークス（1996-1998）
1996年から、カーディーラーのミルカーズ社（Milcars）がスポンサーになり、ミルカーズコンディションステークス（英: Milcars Conditions Stakes）となった。

### ニューステークス（1999-2002）
1999年からリステッドレースに格付けされるようになり、これを機にニューステークス（英: New Stakes）という名称に改められた。翌2000年には1マイル2ハロンに短縮された。
2001年までは引き続きミルカーズがスポンサーを務めていたので、興業上は「ミルカーズ・ニューステークス」という名称で開催されている。
なお、この「ニューステークス」（1999-2002）は同じアスコット競馬場で1843年から1972年まで行われていた「ニューステークス」（現在のノーフォークステークス）とは別の競走である。
2002年はエリザベス2世の即位50周年にあたり、ロイヤルアスコットも記念開催となった。開催は5日間に延長され、これにあわせて本競走の施行日も従前の最終日から3日目に変更になった。競走名もハンプトン・コート宮殿にちなんで「ハンプトンコートステークス」（英: Hampton Court Stakes）として開催された（ただし競走成績書には「ニューステークス」と記載される）。

### ハンプトンコートステークス（2002-2010）
2002年の開催では興行上「ハンプトンコートステークス」だったが2003年以降もロイヤルアスコット開催の5日間開催が続くことになり、2003年からこの競走は正式に「ハンプトンコートステークス」に改められた。

### ターセンテナリーステークス（2011-2016）
2011年にG3に格上げとなり、競走名は「ターセンテナリーステークス」（英: Tercentenary Stakes）に改称となった。これは、1711年にはじまったアスコット競馬場の300周年を記念してのものである（"tercentenary"は「300年祭」の意味である）。

### ハンプトンコートステークス（2017-）
この年から名称が「ハンプトンコートステークス」に戻された。

## 記録
- 1986年以降の記録に基づくもの。

### 最多勝騎手
- スティーブ・コーゼン - 3勝。1987年、1989年、1990年
- リチャード・ヒルズ - 3勝。1997年、2000年、2007年

### 最多勝調教師
- ヘンリー・セシル調教師 - 3勝。1987年、1989年、2002年
- ピーター・チャップルハイアム調教師 - 3勝。1993年、1996年、1998年

### 歴代優勝馬
- ＊印は日本輸入馬。国際競走出走のための一時的なものも含む。

#### チャーチルステークス
- グレード外
- 距離1マイル4ハロン（約2414メートル）

- 1986：Sadeem
- 1987：Russian Steppe
- 1988：Mazzacano
- 1989：Spritsail
- 1990：Middle Kingdom
- 1991：Luchiroverte
- 1992：Profusion
- 1993：＊ホワイトマズル
- 1994：Rudagi
- 1995：Juyush

#### ミルカーズコンディションステークス
- 条件戦
- 距離1マイル4ハロン（約2414メートル）

- 1996：Astor Place
- 1997：Falak
- 1998：Dark Moondancer

#### ニューステークス
- リステッドレース
- 2000年から距離1マイル1ハロン（約2011メートル）
- 2002年は興行上は「ハンプトンコートステークス」。記録上は「ニューステークス」。

| 施行日        | 優勝馬           | 性齢 | タイム  | 優勝騎手  | 管理調教師 |
| ------------- | ---------------- | ---- | ------- | --------- | ---------- |
| 1999年6月19日 | Zarfoot          | 牡3  | 2:32.56 | L.Dettori | L.Cumani   |
| 2000年6月24日 | Port Vila        | 牡3  | 2:07.27 | R.Hills   | J.Gosden   |
| 2001年6月23日 | Freefourinternet | 牡3  | 2:06.05 | P.Eddery  | B.Meehan   |
| 2002年6月20日 | Burning Sun      | 牡3  | 2:06.85 | T.Quinn   | H.Cecil    |

#### ハンプトンコートステークス
- リステッドレース
- 距離1マイル1ハロン（約2011メートル）
- 2005年はヨーク競馬場で代替開催

| 施行日        | 優勝馬          | 性齢 | タイム  | 優勝騎手  | 管理調教師 |
| ------------- | --------------- | ---- | ------- | --------- | ---------- |
| 2003年6月19日 | Persian Majesty | 騸3  | 2:06.45 | J.Murtagh | P.Harris   |
| 2004年6月17日 | Moscow Ballet   | 牡3  | 2:07.98 | J.Spencer | A.O'Brien  |
| 2005年6月16日 | Indigo Cat      | 牡3  | 2:08.53 | K.Fallon  | A.O'Brien  |
| 2006年6月22日 | Snoqualmie Boy  | 騸3  | 2:06.73 | J.Egan    | D.Elsworth |
| 2007年6月21日 | Zaham           | 騸3  | 2:06.27 | R.Hills   | M.Johnston |
| 2008年6月19日 | Collection      | 騸3  | 2:07.55 | K.McEvoy  | W.Haggas   |
| 2009年6月18日 | Glass Harmonium | 牡3  | 2:04.52 | R.Moore   | M.Stoute   |
| 2010年6月17日 | Afsare          | 騸3  | 2:06.22 | K.Fallon  | L.Cumani   |

#### ターセンテナリーステークス
- G3
- 距離1マイル1ハロン（約2011メートル）→1マイル1ハロン212ヤード（約2004メートル）

| 施行日        | 優勝馬          | 性齢 | タイム  | 優勝騎手   | 管理調教師     |
| ------------- | --------------- | ---- | ------- | ---------- | -------------- |
| 2011年6月16日 | Pisco Sour      | 牡3  | 2:11.84 | J.Fortune  | H.Morrison     |
| 2012年6月21日 | Energizer       | 牡3  | 2:10.03 | A.de Vries | J.Hirschberger |
| 2013年6月20日 | Remote          | 牡3  | 2:04.46 | W.Buick    | J.Gosden       |
| 2014年6月19日 | Cannock Chase   | 牡3  | 2:05.31 | R.Moore    | M.Stoute       |
| 2015年6月18日 | Time Test       | 牡3  | 2:03.05 | L.Dettori  | R.Charlton     |
| 2016年6月16日 | Hawkbill        | 牡3  | 2:09.59 | W.Buick    | C.Appleby      |
| 2017年6月22日 | Benbatl         | 牡3  | 2:05.40 | O.Murphy   | S.bin Suroor   |
| 2018年6月21日 | Hunting Horn    | 牡3  | 2:03.02 | R.Moore    | A.O'Brien      |
| 2019年6月20日 | Sangarius       | 牡3  | 2:08.36 | L.Dettori  | M.Stoute       |
| 2020年6月17日 | Russian Emperor | 牡3  | 2:05.86 | R.Moore    | A.O'Brien      |
| 2021年6月17日 | Mohaafeth       | 牡3  | 2:05.72 | J.Crowley  | W.Haggas       |
| 2022年6月16日 | Claymore        | 牡3  | 2:07.45 | A.Kirby    | J.Chapple-Hyam |
| 2023年6月22日 | Waipiro         | 牡3  | 2:05.10 | T.Marquand | E.Walker       |
| 2024年6月20日 | Jayarebe        | 牡3  | 2:04.32 | S.Levey    | B.Meehan       |
| 2025年6月19日 | Trinity College | 牡3  | 2:04.30 | R.Moore    | A.O'Brien      |